# Zamir Shpuza
Zamir Shpuza (Scutari, 26 giugno 1968 – 10 gennaio 2014) è stato un allenatore di calcio e calciatore albanese, di ruolo difensore.

## Carriera

### Nazionale
Ha collezionato 5 presenze con la Nazionale albanese.